# Битва при Селласии
Битва при Селласии произошла в 222 году до н. э. между армией спартанского царя Клеомена III и войсками Эллинского союза.

## События, предшествовавшие битве
В 229 году до н. э. началась Клеоменова война между Спартой и Ахейским союзом, которая явилась сильным потрясением для всех государств Пелопоннеса. Военный и политический талант Клеомена III, благодаря которому Спарта захватила почти весь Пелопоннес и поставила Ахейский союз на грань уничтожения, был сведён на нет вмешательством македонского царя Антигона III Досона, которого призвал на Пелопоннес ахейский стратег Арат.
Явившись на Пелопоннес в 223 году до н. э., македоняне переломили ход войны и вытеснили Клеомена III в пределы Лаконики. В начале 222 года до н. э. объединённая армия ахейцев и македонян с севера вторглась в Лаконику. Клеомен III с армией преградил ей путь у Селласии.

## Ход битвы
По Полибию, Антигон III располагал следующими силами Эллинского союза: десять тысяч македонян в фаланге, три тысячи пельтастов, триста человек конницы, тысяча агриан, тысяча шестьсот иллирийцев, тысяча галатов, наёмников — три тысячи пехоты и триста — конницы; ахейцев было три тысячи пехоты и триста — конницы; мегалопольцев, вооружённых по-македонски — тысячу пехотинцев; беотийцев было две тысячи в пехоте и двести — в коннице; эпиротов — тысяча пехоты и пятьдесят конницы.
У Клеомена III в войске было двадцать тысяч пехоты (из них две тысячи, вооружённых по македонскому образцу) и шестьсот пятьдесят кавалеристов.
Перед битвой Клеомен III занял господствующие высоты Эву и Олимп над дорогой, ведущей к Спарте, оградив их рвом и валом. Позиции на правом крыле армии — на Олимпе — занял сам Клеомен III со спартанцами и наёмниками. На Эве были выстроены периэки и союзники во главе с Эвклидом — братом и соправителем Клеомена III. Против войск, занимавших Эву, Антигон III выставил македонян и иллирийцев. Против немногочисленной спартанской конницы Антигон III выдвинул свою конницу, а также ахейцев и мегалопольцев. Против позиций Клеомена III на Олимпе Антигон III встал сам во главе с наёмниками впереди и македонянами, выстроенными двойной фалангой, позади.
Сражение начали легковооружённые отряды Эвклида, атаковавшие с тыла ахейцев и войска, двинувшиеся на приступ Эвы. Положение спас военачальник мегалопольской конницы Филопемен, отбивший атаку наёмников Эвклида и дав возможность иллирийцам и македонянам беспрепятственно ударить на войска Эвклида. Эвклид не воспользовался благоприятной возможностью и замешательством противника и не решился ударить всеми силами на врага, его войско было оттеснено с холма на обрывистые склоны и обращено в бегство, сам Эвклид пал в бою.
На равнине с обеих сторон в битву вступили конница, легковооружённые воины и наёмники. Когда спартанская конница на равнине тоже потерпела поражение и начала отступление, а фланг Эвклида уже побежал, опасавшийся окружения Клеомен III отозвал легковооружённых в тыл и вывел свои основные силы на равнину, где сошлись в бою македонская и спартанская фаланги. Бой был весьма упорным, причём то македоняне теснили спартанцев, то спартанцы македонян. Исход боя решили выучка и натиск двойной фаланги македонян, опрокинувших спартанцев и выбивших их из укреплений.
Всё войско спартанцев обратилось в бегство. Их потери были огромными: пало более 16 тысяч воинов — почти все спартиаты (из шести тысяч их осталось в живых не более двухсот) и очень много наёмников.

## Последствия битвы
Клеомен III бежал в Гитий и отплыл в Александрию Египетскую. О дальнейшем сопротивлении не могло быть и речи. Антигон III занял Спарту без боя, но обошёлся с ней великодушно, не допустив грабежей и насилия. Было восстановлено исконное государственное устройство Спарты, сама Спарта была присоединена ко вновь созданному Эллинскому союзу. Народное движение на Пелопоннесе было подавлено. Спарта, однако, так и не примкнула к Ахейскому союзу, оставшись враждебной ему и вскоре выступив против него в Союзнической войне (220—217 годы до н. э.).